# Rhysodesmus zapotecus
Rhysodesmus zapotecus är en mångfotingart som först beskrevs av Henri Saussure 1860.  Rhysodesmus zapotecus ingår i släktet Rhysodesmus och familjen Xystodesmidae. Inga underarter finns listade i Catalogue of Life.